# Melanagromyza aenea
Melanagromyza aenea är en tvåvingeart som beskrevs av Johann Wilhelm Meigen 1830. Melanagromyza aenea ingår i släktet Melanagromyza och familjen minerarflugor. Arten är reproducerande i Sverige. Inga underarter finns listade i Catalogue of Life.